# C. A. Rosetti (Tulcea)
C. A. Rosetti es una comuna ubicada en el distrito de Tulcea, Rumania.

## Superficie
Posee una superficie de 266,4 kilómetros cuadrados.

## Demografía
Hasta 2021 la población era de 636 habitantes, con una densidad de población de 2,388 habitantes por kilómetro cuadrado.